# 杜村 (阿登省)
杜村（法語：Doux，法語發音：[du] ⓘ）是法国大東部大區阿登省的一个市镇，属于勒泰勒区。

## 地理
杜村（49°30'17"N, 4°25'50"E）面积6.52 平方千米，位于法国大東部大區阿登省，该省份为法国北部内陆省份，西接埃纳省，南至马恩省，东临默兹省，北与比利时接壤。
与杜村接壤的市镇（或旧市镇、城区）包括：贝尔通库尔、库西、诺维-舍夫里耶尔、勒泰勒、蒂尼-特吕尼。

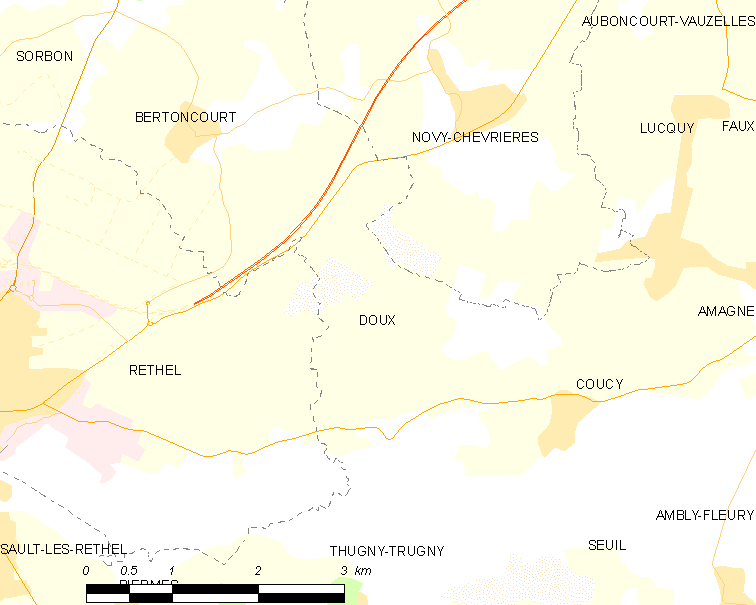
的OSM定位图

杜村的时区为UTC+01:00、UTC+02:00（夏令时）。

## 行政
杜村的邮政编码为08300，INSEE市镇编码为08144。

## 政治
杜村所属的省级选区为勒泰勒县。

## 人口

1962-2008年间人口变化图示

杜村于2022年1月1日时的人口数量为102人。